# Орлеан (округ)
Орлеан (фр. Orléans) — округ (фр. Arrondissement) во Франции, один из округов в регионе Центр (регион Франции). Департамент округа — Луаре. Супрефектура — Орлеан.
Население округа на 2006 год составляло 419 116 человек. Плотность населения составляет 142 чел./км². Площадь округа составляет всего 2946 км².